# Jaime Hurtado
Jaime Ricaurte Hurtado González (Malimpia, 7 de febrero de 1937 - Quito, 17 de febrero de 1999) fue un político y abogado ecuatoriano de etnia afroecuatoriana alineado con el Movimiento Popular Democrático (MPD) que llegó a ser el primer diputado afrodescendiente en el Congreso de su país y el primer candidato de esa etnia a la primera magistratura del estado, siendo al momento de su muerte que se estaba presentándose nuevamente a una elección a dicho cargo.

## Biografía

### Infancia
Nacido en la parroquia de Malimpia del cantón Quinindé de la Provincia de Esmeraldas. Era un 7 de febrero de 1937 que nacía Jaime Hurtado, sus padres fueron Esteban Hurtado y Pastora González, quienes eran analfabetos, además tenía 7 hermanos mayores con los cuales vivió sus primeros años de vida.
Su vida la hizo en el campo. Allí vivió y trabajó sus primeros años. En medio de las labores agrícolas que desempeñaba con sus padres y hermanos, tejía sus sueños y esperanzas. Se dedicó también al cultivo de plátano, caña y coco. A los 10 años inicia sus estudios en la ciudad de Esmeraldas en la Escuela “21 de Septiembre” tras haberse dedicado antes a ayudar a sus padres; aunque ya en la escuela continuó haciéndolo, dedicándose así cuando terminaba la jornada escolar a limpiar el calzado y después a ayudar a sus padres en el pequeño bar que administraban hasta entrada la madrugada. 
Cursó sus estudios secundarios en el Colegio Fiscal 5 de Agosto, de la capital esmeraldeña, establecimiento que le otorgó una beca para que finalizara sus estudios en el Colegio “Eloy Alfaro”, de la ciudad de Guayaquil, donde desarrolla una intensa actividad deportiva en básquetbol y atletismo.

### Actividad deportiva
Fue seleccionado de básquet por la provincia de Esmeraldas, en el Colegio “Eloy Alfaro” desarrolló sus cualidades físicas con mucho éxito en la actividad atlética. Representó a la Provincia del Guayas por varias ocasiones. Ganó la presea de oro en salto triple, lanzamiento de la jabalina y de disco, 110 metros vallas y 1.500 metros planos. Como baloncestista integró los clubes Atlétic y Emelec.

### Vida universitaria
Sus estudios superiores los realizó en la Universidad de Guayaquil, lugar donde inició y participó activamente en la política. Fue presidente de la Asociación Escuela de Derecho, y candidato a la Presidencia de la Federación de Estudiantes Universitarios del Ecuador, FEUE.

### Vida política
En el año de 1966, ingresa al Partido Comunista Marxista-Leninista del Ecuador (PCMLE, llegando al Comité Central y al Buró Político del PCMLE, seria una figura destacada junto a las activistas indígenas Dolores Cacuango y Tránsito Amaguaña también con el sacerdote Leónidas Proaño en las luchas sociales contra las dictaduras militares de Ramón Castro Jijón, Clemente Yerovi, José María Velasco Ibarra, Guillermo Rodríguez Lara y Alfredo Poveda. Participó en la fundación del Movimiento Popular Democrático (MPD) en 1978, siendo primero candidato a vicepresidente en un binomio al que no se le permitió participar en las elecciones, el Tribunal Supremo Electoral (TSE) reconoció la personería jurídica del MPD, luego, el MPD obtuvo su reconocimiento y sería electo en 1979 diputado nacional tras el regreso a la democracia, siendo el primer legislador de etnia afroecuatoriana, en su primer periodo como diputado interpelo por la por la restauración de la personería jurídica de la Unión Nacional de Educadores (UNE) y la Federación de Estudiantes Secundarios (FESE), que habían sido eliminadas por el velasquismo y la dictadura militar. Como opositor al régimen de Jaime Roldós Aguilera y Oswaldo Hurtado, fue calificado por el primero como uno de los "patriarcas de la componenda". A su vez en 1982, participa en la fundación de la Unión General de Trabajadores del Ecuador (UGTE).
Sería una de las figuras más influyentes de las década de los 80s, en 1984 participó como candidato a la presidencia de la República, en binomio con Alfonso Yánez, siendo el primer afroecuatoriano en buscar tal cargo, nuevamente participarían en las elecciones de 1988 con el binomio de Efraín Álvarez Fiallo; a pesar de no ser electo sería una de las principales figuras de la oposición de la ideología de izquierda, formando parte de las manifestaciones sindicales de trabajadores y de los simpatizantes del MPD en contra de los gobiernos de León Febres-Cordero Ribadeneyra, Rodrigo Borja y Sixto Durán Ballén, apoyaría las candidaturas de Fausto Moreno en las elecciones de 1992 y de Juan José Castelló en las elecciones de 1996, durante el año 1996 fue uno de los principales denunciantes contra el ministro Alfredo Adum y el Gabinete del Presidente, en 1997 encabezo junto a los líderes de la oposición Jaime Nebot y Fabián Alarcón en las múltiples manifestaciones para la destitución del presidente Abdalá Bucaram, en 1998 participó en las elecciones legislativas donde sería elegido como Diputado Nacional al Congreso del MPD, su actividad parlamentaria se caracterizó por sus denuncias de actos de corrupción, en los cuales llegó a involucrar al gobierno con el narcotráfico, y la defensa de los intereses de la clase obrera.

## Familia
Casado con Siria Angulo Alcívar, el dirigente comunista llegó a tener hijos:
- Pastora Amira Hurtado Angulo (nacida el 14 de noviembre de 1959)
- Jaime Ramiro Hurtado Del Castillo (nacido el 6 de diciembre de 1961)
- Jaime Lenin Hurtado Angulo (nacido el 4 de noviembre de 1963)
- Fernanda Stalina Hurtado Angulo (nacida el 2 de octubre de 1967)

## Asesinato
El miércoles 17 de febrero del 1999 después de haber participado en una de la sesiones del palacio del congreso donde se había opuesto a la ley de condonación a los deudores de la Ecapac, sesionada por la legisladora Nina Pacari, Jaime Hurtado había salido a su hora del almuerzo con su sobrino como asistente Wellington Borja, y su guardaespaldas Pablo Tapia, cuándo fueron asesinados a tiros a la 1:20 p.m. hora local en un lugar público a una cuadra de los edificios del Congreso Nacional, el Consejo de la Judicatura y otros edificios de gobierno que se encontraban bien resguardados, los asesinos lograron escaparon sin trabas en un coche Suzuki Forsa, mientras los transeúntes buscaron formas de ayudar al diputado siendo llevado al Hospital Eugenio Espejo para reanimarlo, sus colegas miembros del MPD entre ellos el dirigente Ciro Guzmán llegaron a pocos minutos, a pesar de intentar salvar su vida, los tres disparos que recibió en la cabeza y el tórax provocó su muerte minutos después del ataque.

### Confrontación y señalamientos
Las denuncias de su asesinato desencadenaron que se implique al entonces presidente Jamil Mahuad y su gabinete presidencial, ya que previo a su asesinato, a pesar de haber formado parte de la oposición que llevó al derrocamiento de Abdalá Bucaram, y haber negado el apoyo al empresario Álvaro Noboa candidato del roldosismo en las elecciones de 1998, había protagonizado diferentes críticas como denuncias contra el gobierno del presidente Jamil Mahuad, como congresista tuvo varios altercados contra los miembros del partido Democracia Popular y el Partido Social Cristiano, afirmando que había un pacto entre los legisladores de esas bancadas con los miembros del ID, PCE, FRA y CFP, por otro lado los miembros de estos partidos entre ellos el abogado Jaime Nebot, Ramiro Rivera, Paco Moncayo y León Roldós Aguilera lo acusaban de ser parte o tener cercanía con la oposición encabezada por Adolfo Bucaram Ortiz y Elsa Bucaram los hermanos del expresidente Abdalá Bucaram, del mismo modo estas bancadas criticaban la participación de Hurtado en toma de decisión en el parlamento en el especial su negación a varios proyectos de ley o su apoyo a las decisiones tomadas por el PRE y el PSE, otra de las críticas que tuvo Jaime Hurtado fue su defensa al activismo del Sendero Luminoso en Perú, el Movimiento V República de Hugo Chávez, y el movimiento MR Túpac Amaru.
Las principales denuncias que Jaime Hurtado había hecho durante su etapa como congresista, involucraron a vacíos legales en las relaciones diplomáticas con el presidente del Perú Alberto Fujimori, mismo caso con Andrés Pastrana presidente de Colombia, el vínculo de la venta ilegal de carros robados con el tráfico de drogas, el tráfico de tierras en las provincias de la costa mencionando a varios paramilitares en el proceso entre ellos Carlos Castaño Gil, Vicente Castaño y Gustavo Aníbal, como la defensa de los intereses de la clase obrera siendo el presidente de la comisión del derecho de los trabajadores de varias empresas, también inició procesos judiciales contra Sixto Durán-Ballén y Alberto Dahik durante su gobierno como la Guerra del Cenepa, involucrando al ministro peruano Efraín Goldenberg, unas semanas antes a su asesinato había participado en una marcha del MPD contra el gobierno en la ciudad de Guayaquil, donde fue denunciado por la policía de llevar un arma, posteriormente Hurtado al ser entrevistado por las autoridades acusó al gobierno de ser una dictadura represiva, también una de sus denuncias públicas correspondía a que los medio de comunicación habían censurado sus críticas y opiniones al gobierno, el mismo día de su asesinato, había criticado al presidente Jamil Mahuad por su plan económico.

### Evolución del caso
Confirmada la muerte de Jaime Hurtado, los miembros del MPD acusaron al presidente Jamil Mahuad, a los miembros del Partido Social Cristiano y Democracia Popular, a estas denuncias también se unieron su esposa Siria Ángulo, sus padres y sus hijos, un día después del asesinato su féretro fue llevado al congreso nacional donde los partidos de izquierda reclamaron justicia por el crimen, por su parte al presidente Jamil Mahuad minutos después del asesinato anunció la captura inmediata y la investigación del caso, afirmando que el crimen contra Jaime Hurtado no quedaría en impunidad.
Dos días tras el acontecimiento se realizó una rueda de prensa en la que estaría presente el presidente Jamil Mahuad junto al ministro de gobierno Vladimiro Álvarez anunciaron que habían capturado a los 3 sospechosos de origen colombiano, Washington Aguirre, Christian Ponce y Sergei Merino, su captura se logró después de que la policía allanara en la madrugada del 19 de febrero la vivienda de Michael Oña empleado del Congreso también implicado en el crimen, tras el testimonio anticipado de Washington Aguirre, sin embargo Michael Oña fue asesinado después de que la policía anunciara que estaba armado, en su anuncio también acusaron dos personas denominadas Milanta y Victorino supuestos miembros de las FARC como cómplices y proveedores materiales del asesinato, en medio del proceso se capturó a Freddy Contreras el autor material del asesinato.

### Dudas en la Investigación
A pesar del anuncio del gobierno los voceros del MPD y la comisión de la justicia entre ellos, el dirigente Ciro Guzmán, rechazaron la investigación del caso, ya que las autoridades afirmaron que el asesinato de Jaime Hurtado se había implicado por su apoyo a la guerrilla colombiana y auxiliado aún agente del municipio de Caqueta, esta versión aceptada por el gobierno, generó controversia debido a que no se reveló los motivos del asesinato, del mismo modo la investigación jamás se encontró al actor intelectual del crimen, miembros del MPD lo consideraron un intento del gobierno para ocultar su propia culpabilidad, por su parte el gobierno aseguró que el actor intelectual era el paramilitar Carlos Castaño Gil quien era jefe de la AUC investigado también por Jaime Hurtado en el trafico de armas y drogas, sin embargo el DAS colombiano no pudo verificar la información dada por el gobierno, asegurando que no había relación directa de las guerrillas con la muerte de Jaime Hurtado, del mismo modo miembros de la AUC negaron su complicidad en él crimen.
Las incógnitas por la investigación empezaron con el testimonio de Washington Aguirre, este afirmó que Jaime Hurtado fue asesinado por órdenes de los sujetos denominados como Milanta y Victorino supuestos miembros de las FARC, tras su colaboración con un grupo paramilitar, esta versión fue rechazada por el MPD, dado que en el testimonio de Washington Aguirre afirmó que tenía vínculos con la Interpol, la DEA y la policía nacional, quienes le aseguraron sobre el aparente vínculo de Hurtado con las guerrillas, otra de las incógnitas ocurrieron con Michael Oña empleado que trabajaba para el legislador de gobierno Lorenzo Saá, quien fue asesinado por parte de la fuerza policial, su hijo Lenin Hurtado y los miembros del MPD cuestionaron el proceso que se llevó con Oña, que según lo indicado en la rueda de prensa la policía se había defendido de Michael Oña quien llevaba un arma y había disparado a la policía al momento de su arresto, sin embargo esto jamás se pudo confirmar ya que no con el informe de la policía, cuando testimonios de sus vecinos aseguraron que no habían escuchado los disparos que hizo Oña, a su vez otro informe que recogía la versión del hermano de Oña, quien aseguró que su hermano se encontraba dormido cuando la policía llegó.
Los miembros del MPD denunciaron públicamente el encumbramiento del caso, cuando se reportó la desaparición de los móviles del crimen en el río Machángara y que el vehículo fue abandonado, por otra parte uno de los sospechosos del crimen Washington Aguirre, expresó que se había omitido un 60% a 80% de lo declarado por ellos durante el informe del presidente donde se vinculaba a la DEA y a la policía en el crimen, otra de las hipótesis elaboradas por MPD involucraron como actor intelectual del asesinato al ex embajador de Ecuador en México recién nombrado por el presidente Jamil Mahuad en el mes de enero, Medardo Cevallos Balda quien apareció en una de las investigaciones previas de Jaime Hurtado tras un informe de la policía de narcóticos de Manabí, sobre un vínculo con el narcotráfico con el tráfico de tierras en el gobierno del presidente Jamil Mahuad, además en la investigación correspondiente su hijo Lenin Hurtado y el abogado Juan de Dios Parra, comprobaron que Freddy Contreras el autor del asesinato había tenido una estrecha relación con Medardo Cevallos Balda, siendo su hombre de confianza durante varios años y que durante su etapa como embajador el gobierno de Ernesto Zedillo enfrentaba duras acusaciones sobre la infiltración de funcionarios públicos en la red de tráfico de drogas con Estados Unidos y Canadá, del mismo modo Medardo Cevallos Balda había sido financista en el referéndum de Fabián Alarcón y la campaña electoral de Jamil Mahuad, en contraste Medardo Cevallos Balda negó las acusaciones afirmando que era una cortina de humo y calumnias en su contra, sin embargo esta versión jamás pudo ser comprobada ya que no se obtuvo la evidencia ni tampoco un registro por parte de las autoridades y la Fiscalía General precedida por la abogada Mariana Yépez, quienes no continuaron con las denuncias presentadas por el MPD contra Medardo Cevallos Balda.
Durante la investigación uno de los presuntos involucrados, Christian Steven Ponce, logró escapar de la justicia huyendo del país poco después de ser arrestado, y fue capturado en el norte del estado de Nueva York en febrero de 2007 cuando conducía un automóvil y no llevaba puesto el cinturón de seguridad, el 15 de diciembre del 2010 otro de lo presunto responsable Henry Gil Ayerve fue retenido en Colombia siendo extraditado a Ecuador, a pesar de la colaboración de los medios de comunicación, hasta la fecha no se ha descubierto el actor intelectual del crimen, el asesinato de Jaime Hurtado sigue siendo considerado por muchos como un crimen de Estado.

## Legado
Tras su muerte, Jaime Hurtado ha sido reconocido como una importante figura de la izquierda revolucionaria ecuatoriana. Dentro del Movimiento Popular Democrático  fue reconocido como su líder histórico, a la vez que cada aniversario de su muerte exigían el castigo para los asesinos, estos actos serían continuados por la Unidad Popular en el cual uno de sus principales líderes es Lenin Hurtado, hijo de Jaime Hurtado. Unidad Popular al igual que lo hizo el MPD continua acusando del asesinato al régimen de Mahuad.
En el año 2004, la banda quiteña de rock Rayuela, lanza su canción NEGRO, en repudio al asesinato de Jaime Hurtado González, sería señalado por sus seguidores en su trabajo como líder afroecuatoriano, defensor de los sectores populares y voz crítica del poder permanece vigente en la memoria colectiva y en las luchas sociales como un símbolo de resistencia y lucha del pueblo, siendo comparado con los activistas americanos Martin Luther King, Martin Luther King Sr. y Malcolm X.